# Euptera crowleyi
Euptera crowleyi es una especie de  Lepidoptera, de la familia Nymphalidae,  subfamilia Limenitidinae, tribu Adoliadini, pertenece al género Euptera.

## Subespecies
- Euptera crowleyi crowleyi
- Euptera crowleyi centralis (Libert, 1995)

## Localización
Esta especie y las subespecies de Lepidoptera se encuentran localizadas en Benín y Nigeria (África).